# Ludwik Tomasz Sabaudzki
Ludwik Tomasz Sabaudzki (ur. 1 sierpnia 1657 w Paryżu, zm. 14 sierpnia 1702 w Landau) – hrabia Soisson z dynastii sabaudzkiej, dowódca wojskowy, jeden z kandydatów do tronu polskiego w 1674 roku.

## Życiorys
Należał do bocznej linii dynastii rządzącej księstwem Sabaudii. Jego ojcem był Eugeniusz Maurycy Sabaudzki generał w służbie francuskiej, matką Olimpia Mancini, a młodszym bratem słynny wódz Eugeniusz Sabaudzki.
W 1673 roku, gdy zmarł król Polski Michał Korybut Wiśniowiecki książę Sabaudii Karol Emanuel II zaproponował królowi Francji Ludwikowi XIV wysunięcie kandydatury Ludwika Tomasza na tron polski w czasie nadchodzącej wolnej elekcji. Dwór francuski brał pod uwagę taką możliwość, gdyby osoba młodego księcia sabaudzkiego zyskała przychylność szlachty polskiej, ale ostatecznie udzielił poparcia księciu neuburskiemu Filipowi Wilhelmowi, a następnie Janowi Sobieskiemu. W czasie elekcji 1674 roku jego kandydatura nie zdobyła większej popularności wśród szlachty.
Ludwik Tomasz poszedł w ślady ojca i do 1695 roku był wysokim dowódcą w służbie francuskiej, po czym przeszedł na stronę sprawujących władzę cesarską Habsburgów i zginął w jednej z bitew z wojskami francuskimi w trakcie wojny o sukcesję hiszpańską.

## Ordery
- Najwyższy Order Zwiastowania Najświętszej Marii Panny (Order Annuncjaty) (1678)[2].